# Baixo Uele
Baixo Uele (em francês: Bas-Uele) é uma província da República Democrática do Congo. Foi criada pela Constituição de 2006. Encontra-se no nordeste do país sobre o rio Uele e fazia parte da Província Oriental. Tem 1.093.845 habitantes. A capital da província é a cidade de Buta.
Devido ao rio Uele, que atravessa a província, foi-lhe dado seu nome.